# Medjed (peixe)

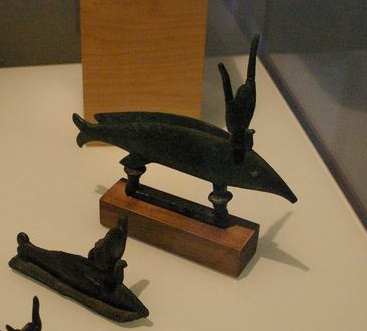
Duas estatuetas de bronze do peixe Oxyrhynchus

Medjed era uma espécie de peixe-elefante adorada em Oxyrhynchus na antiga religião egípcia. Acredita-se que esses peixes tenham comido o pênis do deus Osíris depois que seu irmão Seti desmembrou e espalhou o corpo do deus. Um assentamento no Alto Egito, Per-Medjed, recebeu o nome do peixe e agora é mais conhecido sob o nome grego Oxyrhynchus.
O peixe-elefante (família Mormyridae) é um peixe de água doce de tamanho médio e abundante no Nilo. Eles figuram em várias obras de arte egípcias e outras. Algumas espécies de Mormyridae têm focinhos distintos, dando-lhes o nome comum de narizes de elefantes entre aquaristas e ictiólogos. Uma estatueta de Oxyrhynchus de um dos peixes sagrados de Medjed tem muitos atributos típicos dos Mormyridae: uma barbatana anal longa, uma pequena barbatana caudal, barbatanas pélvicas e peitorais muito espaçadas e o focinho virado para baixo.